# Гавенко Світлана Федорівна
Гавенко Світлана Федорівна — науковець з видавничої справи та поліграфії, інженер-технолог, доктор технічних наук, професор, дійсний член Академії інженерних наук України, завідувач кафедри поліграфічних  технологій і паковань Інституту поліграфії та медійних технологій НУ "Львівська політехніка".

## Біографія
У 1982 р. закінчила Український поліграфічний інститут ім. І. Федорова. У 1990 р. захистила кандидатську, у 2003 р. — докторську дисертації. З 2001р.-2024р. — завідувач кафедри поліграфічних медійних технологій і паковань Української академії друкарства; 2024р.- завідувач кафедри поліграфічних технологій і паковань Інституту поліграфії та медійних технологій  НУ "Львівська політехніка". 

## Творчий доробок
Працює над проблемами технології незшивного клейового скріплення книжково-журнальних видань, конструюванням та виготовленням паковань з картону, гофрокартону, металу, тощо. У коло її наукових інтересів входить розробка методик оцінювання якості книги на основі принципів квалілогії та товарознавчої експертизи. Займається оздоблювальними процесами, зокрема використанням аромополіграфії, флокування, ламінування, дослідженням поліграфічних технологій маркування продукції, в тому числі шрифтом Брайля, методами її захисту від підробки. У 2006 р. — стипендіат КАСИ ім. Йозефа Міновскего Польської академії наук (в рамках якої проводила наукові дослідження на базі університету Варшавської політехніки), у 2007 р. — стипендіат Львівської обласної ради. Протягом 2006—2011 рр- керівник спільних міжнародних наукових грантів — українсько-литовського (спільно з вченими Каунаського технологічного університету) та. українсько-китайського (спільно з вченими Пекінського інституту графічних комунікацій), в рамках яких здійснювались спільні наукові дослідження в галузі технології виготовлення книжково-журнальної та пакувальної продукції, створення нових матеріалів, розробки неруйнівних методів контролю якості друкованих видань, результати яких були опубліковані у міжнародних наукових виданнях, проводилися міжнародні конференції, обміни між науковцями і студентами Української академії друкарства, Каунаського технологічного університету та Пекінського інституту графічних комунікацій. Науково-практичні розробки та патенти  . впроваджені на поліграфічних підприємствах України і Польщі. Ініціатор та співорганізатор проведення в УАД 8 Міжнародних науково-практичних конференцій «Квалілогія книги», присвячених проблемам якості видавничо-поліграфічної продукції та 2 Міжнародних конференції «Пакувальна індустрія: сучасні тенденції розвитку та підготовки кадрів». Член двох спеціалізованих рад із захисту докторських дисертацій в УАД і в Національному технічному університеті України «Київський політехнічний інститут» та член редколегії 4 фахових наукових видань: «Квалілогія книги», «Поліграфія і видавнича справа», «Наукові записки УАД», «Техніка і технологія друкарства». Автор 8 монографій, більше 300 публікацій у фахових і науково-популярних виданнях України, Росії, Литви, Словенії, Польщі, 12 навчальних посібників, 5 авторських свідоцтв і більше 60 патентів на винаходи. Під керівництвом С. Ф. Гавенко захищено 15 кандидатських дисертацій.
- Аналіз технологічних характеристик устаткування для термотрансферного друку / Н. В. Менжинська, С. Ф. Гавенко // Технологія і техніка друкарства: зб. наук. пр. — 2009. — N 1/2. — С. 68-71. — Бібліогр.: 7 назв. — укр.

Розглянуто технологічні характеристики устаткування для термотрансферного друку.
Індекс рубрикатора НБУВ: К728.101.3
Шифр зберігання книги/журналу в НБУВ: Ж72515
- Вплив режимних факторів на процес утворення флокованих зображень в електростатичному полі / С. Ф. Гавенко, О. М. Мізюк // Наук. зап.: наук.-техн. зб. — 2007. — N 1. — С. 57-60. — укр.

Виявлено основні режимні фактори впливу на процес електрофлокування. Надано результати дослідження дії часу флокування та напруженості електростатичного поля на щільність флокованого покриття.
Індекс рубрикатора НБУВ: М880.6
Шифр зберігання книги/журналу в НБУВ: Ж70173
- Деякі аспекти оцінки якості друкарського зображення / С. Ф. Гавенко, О. В. Мельников // Наук. зап.: наук.-техн. зб. — 1999. — N 1. — С. 36-37. — укр.

Розглянуто фактори, які впливають на якість продукції в процесі друкування, показано взаємозв'язок між ними, проведено їх оптимізацію.
Індекс рубрикатора НБУВ: М802-906
Шифр зберігання книги/журналу в НБУВ: Ж70173
- Дослідження основних характеристик пакувальних картонів при вхідному контролі їх якості / С. Ф. Гавенко, Р. С. Зацерковна, Л. М. Климович // Наук. зап.: наук.-техн. зб. — 2004. — N 7. — С. 31-35. — укр.

Описано результати дослідження основних характеристик пакувальних картонів за вхідного контролю їх якості. Необхідність у визначенні основних характеристик матеріалу продиктовано забезпеченням стабільності форм паковань, виготовлених з нього.
Індекс рубрикатора НБУВ: М8-31 + Ж679-3
Шифр зберігання книги/журналу в НБУВ: Ж70173
- Дослідження технологічних властивостей ниток для скріплення книжкових блоків і оцінка їх якості / С. Ф. Гавенко, Л. Й. Кулік // Наук. зап.: наук.-техн. зб. — 2000. — N 2. — С. 52-55. — укр.

Описано результати досліджень термомеханічної стійкості та зносостійкості бавовняних (N 30 і 40) і капронових ниток, які використовуються для позошитного шиття книжкових блоків.
Індекс рубрикатора НБУВ: М373.16 + М8-35
Шифр зберігання книги/журналу в НБУВ: Ж70173
- Едуард Лазаренко: Біобібліогр. покажч. / Ред.: С. Ф. Гавенко; Уклад.: С. Г. Янчишин; Укр. акад. друкарства. — Л.: НВП «Мета»: Клуб львів. поліграфістів, 2000. — 41 с. — (Сер. бібліогр. покажчиків). — укр.

Представлено інформацію про науково-педагогічну, редакторську, популяризаторську громадську діяльність заслуженого діяча науки і техніки України, академіка Міжнародної інженерної академії, Голови Управи Клубу львівських поліграфістів, доктора технічних наук, професора Української академії друкарства Е. Т. Лазаренка.
Індекс рубрикатора НБУВ: М8д(4УУКР)я1
Шифр зберігання книги/журналу в НБУВ: Р89221
- Кафедра технології друкованих видань та паковань: Бібліограф. покажч. / Ред.: С. Ф. Гавенко; С. Г. Янчишин; Укр. акад. друкарства. — Л., 2005. — 167 с. — (Сер. бібліогр. покажч.). — ISBN 966-322-015-5. — укр.

Проаналізовано науково-педагогічний доробок професорсько-викладацького складу кафедри технології друкованих видань Української академії друкарства за 1962—2002 рр., наведено бібліографію видань та статей, кандидатських дисертацій.
Індекс рубрикатора НБУВ: М8я183 + Ч617я1
Шифр зберігання книги/журналу в НБУВ: ВА667674
- Конструкція книги: Навч. посіб. для студ. полігр. спец. вищ. навч. закл. / С. Гавенко, Л. Кулік, М. Мартинюк; Укр. акад. друкарства. — Л.; Фенікс, 1999. — 134 с.: іл. — Бібліогр.: 54 назв. — ISBN 5-87332-065-9. — укр.

Розглянуто книжкові конструкції, елементи композиції видань: книжкових блоків, форзаців, обкладинок, палітурок тощо. Описано матеріали, устаткування та особливості технології виготовлення книг. Подано методику розрахунків конструктивних елементів книги та витратних матеріалів для проектування брошурувально-палітурних робіт.
Індекс рубрикатора НБУВ: Ч611.62 я73 + М88 я73
Шифр зберігання книги/журналу в НБУВ: ВА595166
- Логістика в поліграфічному виробництві: Навч. посіб. / С. Ф. Гавенко, Б. В. Дурняк, Р. С. Зацерковна. — Л.: Укр. акад. друкарства, 2006. — 144 с. — Бібліогр.: с. 139—141. — ISBN 966-322-070-8. — укр.

Висвітлено історію виникнення, основні поняття та визначення логістики. Розглянуто матеріальні потоки в поліграфічному виробництві, зокрема, постачання формного виробництва, рулонного паперу, фарби, зволожувальних розчинів і допоміжних засобів. Розкрито критерії ефективності функціонування складу та вибору постачальників. Охарактеризовано інформаційну інфраструктуру підприємства, етапи технології штрихового кодування, систему штрихового розповсюдження та вимоги до нанесення штрих-кодів.
Індекс рубрикатора НБУВ: М8-6я73
Шифр зберігання книги/журналу в НБУВ: ВА681548
- Методи та засоби нормалізації технології виготовлення книг способом незшивного клейового скріплення: Автореф. дис… д-ра техн. наук: 05.05.01 / С. Ф. Гавенко; Укр. акад. друкарства. — Л., 2002. — 36 с.: рис. — укр.

Удосконалено технологію виготовлення книг шляхом створення нових способів незшивного клейового скріплення (НКС), а також методів і засобів її нормалізації через теоретичні та практичні дослідження процесів утворення клейових з'єднань у корінцях книжкових блоків. Досліджено вплив фізико-механічних і технологічних властивостей клейових з'єднань різної природи на міцність видань НКС та їх довговічність. Розкрито особливості механізму взаємодії клеїв і паперів залежно від вибраної технології склеювання корінців блоків на сучасних машинах НКС з клейовими апаратами валкового типу. Доведено доцільність фізичної та хімічної модифікації клеїв та їх вплив на підвищення експлуатаційних показників видань — міцність, довговічність і кут розкривання блоків. Визначено можливість виготовлення видань прогнозованої міцності та довговічності. Зазначено, що розроблена модель і робоча діаграма технології склеювання дозволяють керувати процесом скріплення корінців книжкових блоків. Встановлено закономірності змін напружено-деформованого стану книги в процесі виготовлення та експлуатації. Розроблено теоретичну концепцію створення методів і засобів оцінювання експлуатаційних показників книжкових видань на інформаційно-технологічній основі, системному та функціонально-структурному підході з використанням статистичних методів контролю, що є передумовою розробки експертно-комп'ютерної системи оцінювання якості видань.
Індекс рубрикатора НБУВ: М880.222
Шифр зберігання книги/журналу в НБУВ: РА321038
- Нормалізація технології незшивного клейового скріплення книг: теоретичні та практичні аспекти / С. Ф. Гавенко. — Л.: Каменяр, 2002. — 319 с.: рис. — Бібліогр.: 328 назв. — укр.

Висвітлено теоретичні засади методів і засобів удосконалення технологічного процесу виготовлення книг засобом незшивного клейового скріплення. Розглянуто питання оптимізації параметрів конструкцій книг. Виявлено закономірності формування клейових з'єднань у корінцях книжкових блоків, скріплених дисперсійними, термо- і поліуретановими клеями. Надано практичні рекомендації щодо конструктивної міцності та довговічності книжкової продукції. На підставі системного підходу та функціонально-структурного аналізу запропоновано методологічні концепції оцінювання експлуатаційних показників готових видань.
Індекс рубрикатора НБУВ: М880.222
Шифр зберігання книги/журналу в НБУВ: ВА623786
- Оздоблення друкованої продукції: технологія, устаткування, матеріали: Навч. посіб. для студ. вищ. навч. закл. / С. Ф. Гавенко, Е. Т. Лазаренко, Б. Г. Мамут, М. В. Самбульський, Я. Циманек, С. Якуцевич, С. М. Ярема. — К.: Ун-т «Україна»; Л.: Укр акад. друкарства, 2003. — 180 с. — Бібліогр.: 50 назв. — ISBN 996-7979-38-5. — укр.

Висвітлено проблеми та перспективи розвитку технологій оздоблення друкованої продукції. Описано будову, технологічні характеристики, особливості конструкції сучасного устаткування та матеріалів для оздоблення продукції, способи лакування, припресування плівки (ламінування), бронзування та друкування металізованими фарбами, тиснення, перфорування, бігування, висікання.
Індекс рубрикатора НБУВ: М880.6я73
Шифр зберігання книги/журналу в НБУВ: ВА647571
- Оздоблення упаковки електрофлокуванням / С. Ф. Гавенко, О. М. Мізюк, Р. В. Рибка, О. Д. Чаплінський // Упаковка. — 2005. — N 3. — С. 58-59. — Библиогр.: 5 назв. — укр.

Зазначено, що поряд з відомими способами ушляхетнення упаковки, такими як лакування, ламінування, тиснення фольгою тощо, заслуговує на увагу технологія оздоблення флокуванням, яка може задовольняти найвибагливіші естетичні смаки. Флокування — це технологія нанесення зображення з ворсу під дією електростатичного поля. Проведено аналіз технологічного процесу флокування та конструктивних схем обладнання для його реалізації.
Індекс рубрикатора НБУВ: Ж679
Шифр зберігання книги/журналу в НБУВ: Ж15241
- Особливості технології виготовлення клеїв для гофрокартону / Н. В. Бойчук, С. Ф. Гавенко, Л. Б. Вуйцик, О. І. Гевусь // Технологія і техніка друкарства: зб. наук. пр. — 2009. — N 4. — С. 138—141. — Бібліогр.: 6 назв. — укр.

Досліджено клейові композиції на основі різних крохмалів і показано їх вплив на якість готового продукту.
Індекс рубрикатора НБУВ: Л751.76
Шифр зберігання книги/журналу в НБУВ: Ж72515
- Оцінка якості поліграфічної продукції: Навч. посіб. / С. Ф. Гавенко, О. В. Мельников; Ред.: Е. Т. Лазаренко; Укр. акад. друкарства. — Л.: Афіша, 2000. — 120 с.: рис. — Бібліогр.: с. 113—118. — ISBN 966-7760-19-7. — укр.

Запропоновано систему якості поліграфічної продукції, обґрунтовано її основні принципи та методи побудови. Досліджено кваліметричні методи оцінки якості друкованої продукції: методи балів, парного порівняння, диференційних оцінок, а також статистичний, візуальний, інтегральний. Проаналізовано показники якості продукції. Розкрито психофізіологічні аспекти прийняття читачем текстово-ілюстраційної інформації, наведено оцінку якості багатофарбової ілюстраційної продукції.
Індекс рубрикатора НБУВ: М8-7ся73 + М8-906я73
Шифр зберігання книги/журналу в НБУВ: ВА612469
- Стандарти у видавничо-поліграфічній галузі: Навч. посіб. / С. Ф. Гавенко, О. В. Мельников; Ін-т іновац. технологій і змісту освіти, Укр. акад. друкарства. — Л., 2006. — 134 с. — ISBN 966-322-044-9. — укр.

Розглянуто проблеми становлення та розвитку стандартизації, її організаційно-правових засад в Україні. Наведено відомості щодо класифікації чинних нормативних документів і стандартів, порядку їх розроблення, прийняття, застосування та перегляду. Подано перелік стандартів, що діють у поліграфічній промисловості та видавничій справі України.
Індекс рубрикатора НБУВ: М8ц + М8я868 + Ч617я86я73-1 + Ч617.4(4УКР)ц
Шифр зберігання книги/журналу в НБУВ: ВА681547
- Теоретические и практические аспекты экологизации упаковок в Литве и Украине согласно нормативным актам Европейского Союза / А. Лебедис, Э. Кибиркштис, С. Гавенко, А. Гавва, В. Маик // Наук. зап.: наук.-техн. зб. — 2007. — N 1. — С. 48-57. — рус.

Зроблено комплексний огляд правої бази ЄС, що складається з директив, документів Єврокомісії, Європейських стандартів тощо, які регламентують основні екологічні вимоги до продукції пакувальної галузі. Обговорено проблеми, пов'язані з формуванням господарських структур зі збору, сортування, утилізації та переробки використаних паковань. Розглянуто практичні досягнення обох країн — Литви та України — у сфері екологізації пакувань.
Індекс рубрикатора НБУВ: Ж679-3 + Х915.232.5-91
Шифр зберігання книги/журналу в НБУВ: Ж70173
- Технологія газетно-журнального виробництва: навч. посіб. Ч. 1. Технологія газетного виробництва / С. Ф. Гавенко, З. М. Сельменська, Л. Й. Кулік, І. М. Назар; Укр. акад. друкарства. — Л., 2009. — 304 с. — Бібліогр.: с. 298—299. — ISBN 978-966-322-172-4. — укр.

Розглянуто особливості конструювання, моделювання, дизайну та верстки періодичних видань. Увагу приділено техніці композиційно-графічного та шрифтового оформлення газетних матеріалів, автоматизації та математичному моделюванню систем газетного верстання, поліграфічному обладнанню та розповсюдженню газетної продукції.
Індекс рубрикатора НБУВ: М892 я73
Шифр зберігання книги/журналу в НБУВ: В351890/1
- Технологія ламінування друкарських відбитків: навч. посіб. / С. Ф. Гавенко, М. С. Мартинюк; Укр. акад. друкарства. — Л., 2008. — 80 c. — Бібліогр.: с. 76. — ISBN 978-966-322-117-5. — укр.

Розглянуто технологію ламінування друкарських відбитків у процесі виготовлення книжкових оправ, етикеткової, рекламної, офісної продукції та пакувань. Описано методи дослідження плівок і ламінатів, особливості ламінування фотографій і широкоформатних відбитків, плівки та клейові композиції для виготовлення багатошарових комбінованих матеріалів.
Індекс рубрикатора НБУВ: М880.69я73
Шифр зберігання книги/журналу в НБУВ: ВА703425
- Технологія окантування корінців книжкових блоків: навч. посіб. / С. Гавенко, Л. Кулік, Г. Йордан; Укр. акад. друкарства. — Л., 2008. — 92 c. — Бібліогр.: с. 88-90. — ISBN 978-966-322-102-1. — укр.

Описано процеси виготовлення й обробки книжкових блоків, розглянуто технологічні режими, параметри та матеріали, які зміцнюють корінцеву частину видання. Наведено характеристику устаткування для виготовлення видань з окантуванням корінців книжкових блоків. Встановлено вплив фізико-механічних властивостей окантувальних матеріалів на міцнісні характеристики видань, виготовлених незшивним клейовим способом.
Індекс рубрикатора НБУВ: М880.33 я73
Шифр зберігання книги/журналу в НБУВ: ВА703530
- Флок-технології для оздоблення друкованої продукції і паковань: монографія / С. Гавенко, Е. Кібіркштіс, О. Савченко, Р. Рибка. — Л.: Укр. акад. друкарства: Каунас. технол. ун-т, 2009. — 161 с. — Бібліогр.: 178 назв. — ISBN 978-966-322-173-1. — укр.

Описано технологічні особливості оздоблення поліграфічної та пакувальної продукції електрофлокуванням, розкрито його фізичну суть, розглянуто математичне моделювання процесу утворення кольорових зображень методом сепарації та стійкості їх до стирання. Охарактеризовано вплив методів і режимів флокування на фізико-механічні й експлуатаційні показники утворених зображень, наведено класифікацію та висвітлено технологічні можливості сучасних ручних пристроїв та автоматизованих систем для флокування. Проаналізовано методи оцінювання якості нанесених флокованих зображень та споживчих властивостей готових паковань.
Індекс рубрикатора НБУВ: М880.6
Шифр зберігання книги/журналу в НБУВ: ВА726843